# Kotoura (Tottori)
Kotoura (琴浦町 Kotoura-chō?) es un pueblo localizado en la prefectura de Tottori, Japón. En junio de 2019 tenía una población estimada de 16.569 habitantes y una densidad de población de 118 personas por km². Su área total es de 139,97 km².

## Geografía

### Localidades circundantes
- Prefectura de Tottori
  - Kurayoshi
  - Hokuei
  - Daisen
  - Kōfu

## Demografía
Según los datos del censo japonés, esta es la población de Kotoura en los últimos años.
| Año del censo | Población |
| ------------- | --------- |
| 1995          | 21.184    |
| 2000          | 20.442    |
| 2005          | 19.499    |
| 2010          | 18.531    |
| 2015          | 17.416    |
| 2020          | 16.365    |